# Tore Johansen

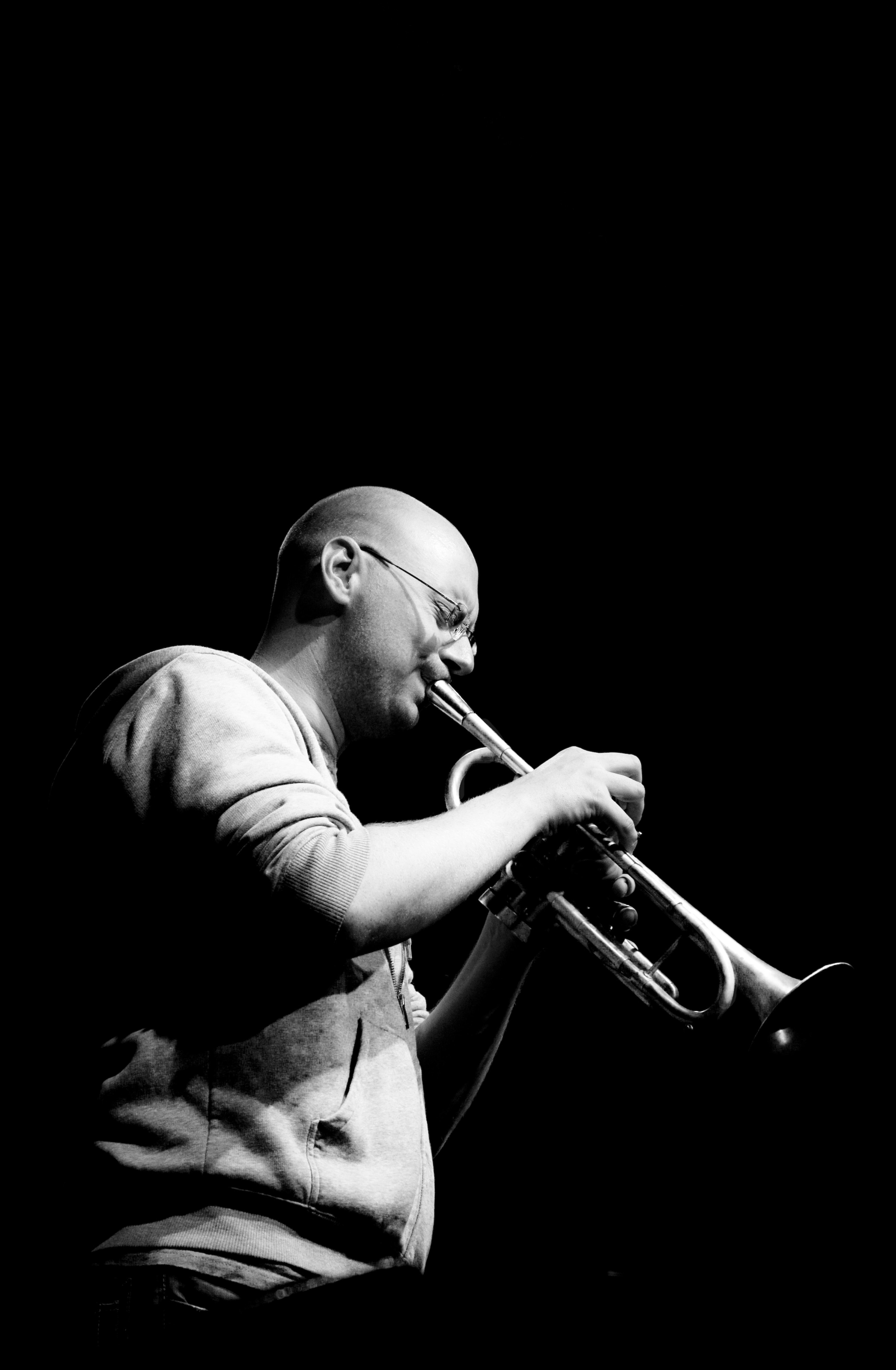
Tore Johansen (2009)

Tore Johansen (* 23. Dezember 1977 in Bodø) ist ein norwegischer Jazzmusiker (Trompete, Komposition).

## Leben und Wirken
Johansen stammt aus einer musikalischen Familie; der Schlagzeuger Roger Johansen ist sein Bruder. Als Jugendlicher spielte er im Bodø Jazz Quintet mit seinem Bruder und dem Saxophonisten Atle Nymo. 1994 gründete er seine erste Band mit seinem Bruder sowie Terje Venaas (Kontrabass) und Einar Thorbjørnsen (Klavier). Weiterhin schloss er sich der Bodø Big Band unter der Leitung des Saxophonisten Henning Gravrok an. Von 1996 bis 2000 absolvierte er an der Musikhochschule Trondheim ein Jazzstudium.
Johansen hat mit Musikern wie Karin Krog, Steve Swallow, Kenny Wheeler, John Surman, John Taylor, Hal Galper, Egil Kapstad, Lars Jansson, Jon Balke, Jan Gunnar Hoff, Bugge Wesseltoft, Elin Rosseland, Arild Andersen, Anders Jormin, Andy Sheppard und Knut Riisnæs gearbeitet. Er nahm zunächst mit der Sängerin Siri Beate Gellein und einem Orchester unter Leitung von Bjørn Willadsen auf (Sånn vil du ha meg, 1999). Seit dem Jahr 2000 hat er mit eigenen Gruppen wie seiner Unit mehrere Alben, zunächst auf Gemini Records veröffentlicht, dann vor allem auf dem Eigenlabel Inner Ear. Von 2002 bis 2004 war Johansen über das Stipendienprogramm des Norwegischen Kulturrates für junge Künstler in der Gründungsphase mit dem Nordnorsk Jazz Center verbunden. Gemeinsam mit den nordnorwegischen Musikern Hallgeir Pedersen (Gitarre) und Ole Morten Vågan (Bass) trat Johansen 2002 beim Jazzfestival in Molde auf, aus dieser Zeit stammen auch die CDs Happy Days (2002) und Windows (2003).
Im Trondheim Jazz Orchestra, dem er 2000–01 und 2005–06 angehörte, spielte er mit Chick Corea und Erlend Skomsvoll und in anderen Projekten mit Bendik Hofseth, Eirik Hegdal und den New York Voices. Weiterhin hat er auch mit verschiedenen norwegischen Pop/Rock-Künstlern und Singer-Songwritern wie Halvdan Sivertsen, Espen Lind, Terje Nilsen, Lars Bremnes, Ola Bremnes, Tonje Unstad, Maria Solheim, Sondre Justad, Ravi, Kråkesølv und Tungtvann gearbeitet.
Johansen hat Musik für Chöre, Big Bands und Orchester komponiert und arrangiert. 2005 wurde er mit dem Stubøprisen für seinen Einsatz für die nordnorwegische Jazzgemeinschaft ausgezeichnet.
Johansen lebt in Oslo und wirkt zudem als außerordentlicher Professor für Jazzstudien an der Universität Stavanger.